# Distretto di Satkhira
Il distretto di Satkhira è un distretto del Bangladesh situato nella divisione di Khulna. Si estende su una superficie di 3.817,29 km² e conta una popolazione di 1.985.959 abitanti (dato censimento 2011).

## Suddivisioni amministrative
Il distretto si suddivide nei seguenti sottodistretti (upazila):
- Satkhira Sadar
- Assasuni
- Debhata
- Tala
- Kalaroa
- Kaliganj
- Shyamnagar